# Roda JC (vrouwenvoetbal)
Roda JC Vrouwen was een Nederlandse vrouwenvoetbalclub gevestigd in Kerkrade.

## Geschiedenis
Het vrouwenelftal van Roda JC speelde in het seizoen 2008/09 mee in de Eredivisie voor vrouwen. Roda JC wilde al een jaar eerder een vrouwenteam oprichten, maar werd door de KNVB niet toegelaten tot deelname. Op 1 maart 2008 maakte Roda JC bekend dat het met ingang van het seizoen 2008/09 wel zal deelnemen aan de Eredivisie.
Haar allereerste wedstrijd speelde Roda JC op 20 juli 2008 tegen de jongens van de B1 van RKSV De Ster uit Stein. Deze wedstrijd werd met 0-4 verloren door de gehavende ploeg uit Kerkrade. Veel speelsters konden door vakanties niet in actie komen. De eerste overwinning uit haar bestaan boekte het team op 23 juli 2008, toen het Duitse Teutonia Weiden met 3-2 werd verslagen.
De eerste Eredivisiewedstrijd werd gespeeld op 21 augustus 2008, tegen ADO Den Haag. De wedstrijd eindigde in een 2-2 gelijkspel. Op 5 mei 2009 werd bekend dat de vrouwentak van Roda JC opgeheven wordt. Reden was onder meer de slechte financiële situatie voor de club en het feit dat men denkt geen eredivisiewaardig elftal op de been te kunnen brengen voor het seizoen 2009/10.

## Samenwerkingsverband
De teams die meedoen in de eredivisie moeten een samenwerkingsverband met een amateurclub hebben. Hieruit komen spelers die zowel in de eredivisie spelen als wel bij hun eigen team. De bedoeling is om een massale leegstroom van speelsters uit de hoofdklasse voor vrouwen te voorkomen.
Roda JC had een samenwerkingsverband met de Kerkraadse club RKTSV. Deze samenwerking hield in dat de equipe van René Eijer gezamenlijk met de dameselftallen van RKTSV op het complex van RKTSV zou gaan trainen. Ook functioneerden de dameselftallen van RKTSV als satellietelftallen.

## Overzichtslijsten

### Competitie
- 2009 7e
Eredivisie

In elke staaf van de grafiek staat van boven naar beneden vermeld: 
- Eindnotering

Dit is de positie die de club heeft bereikt in de competitie, zonder eventuele beslissings-, play-off- of nacompetitiewedstrijden die nodig zijn geweest om bijvoorbeeld de kampioen van de competitie te bepalen.
Indien een * achter het getal staat is de notering een tussenstand en kan het zijn dat de notering niet overeenkomt met de uiteindelijke eindstand van de competitie.
Staat er een - dan is het seizoen nog bezig en is er geen definitieve uitslag bekend.
Staat er xx op de positie van de notering, dan heeft de club vroegtijdig de competitie verlaten. Dit kan onder andere komen door terugtrekking van het team, faillissement van de club of door een uitgedeelde straf van de KNVB. In veel gevallen staat elders in het artikel de reden vermeld.
Staat er een ? dan is het resultaat uit het verleden onbekend, en is alleen de competitie of het niveau bekend van dat seizoen.
In de seizoenen 2019/20 en 2020/21 werd wegens de coronacrisis het amateurvoetbal afgebroken. Daardoor kennen deze staven geen eindklassering (middels -- weergegeven).
- Competitieniveau en afdelingsletter of Officiële eindstand Eredivisie
  - Competitieniveau en afdelingsletter

Hierbij geeft het getal het niveau weer, dat ook terug te vinden is in de legenda. De letter is de afdelingsaanduiding en wordt gebruikt wanneer er meer afdelingen zijn op hetzelfde niveau. De afdelingsletter is altijd een hoofdletter en wordt meestal zonder nummer gebruikt.
Voorbeeld: 2F is niveau 2e klasse competitie F.
Het competitieniveau en nummer wordt niet vermeld wanneer er slechts één competitie van dit niveau was.
  - Officiële eindstand Eredivisie (getal staat tussen haakjes vermeld)

Sinds de introductie van play-offwedstrijden voor Europees voetbal na afloop van de reguliere competitie in 2005/06, is de KNVB verplicht een eindstand van de Eredivisie door te geven aan de UEFA aan de hand van deze play-offwedstrijden.
Bij deze eindstand staan clubs die zich hebben gekwalificeerd voor Europees voetbal hoger dan clubs die zich niet wisten te kwalificeren. Indien er geen verschil was tussen de eindnotering en de officiële eindstand, staat dit getal niet vermeld.

- Onderafdeling

Hier staat afgekort de naam van de onderafdeling indien de club in dat jaar in een onderafdeling uitkwam. Tevens staat deze afkorting in de legenda en wordt gelinkt naar het artikel over deze onderafdeling. Deze afkorting wordt alleen vermeld wanneer de club in het verleden in verschillende onderafdelingen heeft gespeeld. Deze vermelding is in de staaf altijd in kleine letters. Deze onderafdelingen zijn na het seizoen 1995/96 afgeschaft. Heeft de club in slechts één onderafdeling gespeeld, dan is dit alleen terug te vinden in de legenda.
Onder de staaf staat het jaartal vermeld waarin het seizoen is afgesloten. 15 verwijst naar het seizoen 2014/15 of eventueel het seizoen 1914/15.
Wanneer een staaf leeg is, zijn deze gegevens niet bekend. Het kan ook zijn dat de club dat seizoen niet heeft meegespeeld op het hogere amateurniveau, vroegtijdig de competitie heeft verlaten of uit de competitie is gezet.

In het seizoen 1944/45 was er wegens de Tweede Wereldoorlog geen regulier competitievoetbal.
- Eredivisie

### Seizoensoverzichten
| Resultaten van Roda JC sinds de toetreding in het vrouwenvoetbal in 2008 | Resultaten van Roda JC sinds de toetreding in het vrouwenvoetbal in 2008 | Resultaten van Roda JC sinds de toetreding in het vrouwenvoetbal in 2008 | Resultaten van Roda JC sinds de toetreding in het vrouwenvoetbal in 2008 | Resultaten van Roda JC sinds de toetreding in het vrouwenvoetbal in 2008 | Resultaten van Roda JC sinds de toetreding in het vrouwenvoetbal in 2008 | Resultaten van Roda JC sinds de toetreding in het vrouwenvoetbal in 2008 | Resultaten van Roda JC sinds de toetreding in het vrouwenvoetbal in 2008 | Resultaten van Roda JC sinds de toetreding in het vrouwenvoetbal in 2008 | Resultaten van Roda JC sinds de toetreding in het vrouwenvoetbal in 2008 | Resultaten van Roda JC sinds de toetreding in het vrouwenvoetbal in 2008 | Resultaten van Roda JC sinds de toetreding in het vrouwenvoetbal in 2008 | Resultaten van Roda JC sinds de toetreding in het vrouwenvoetbal in 2008 |
| Seizoen                                                                  | Competitie                                                               | Competitie                                                               | Competitie                                                               | Competitie                                                               | Competitie                                                               | Competitie                                                               | Competitie                                                               | Competitie                                                               | Competitie                                                               | Kwalificatie                                                             | KNVB Beker                                                               | Bijzonderheid                                                            |
| Seizoen                                                                  | Divisie                                                                  | GW                                                                       | W                                                                        | G                                                                        | V                                                                        | DV                                                                       | DT                                                                       | PNT                                                                      | POS                                                                      | Kwalificatie                                                             | KNVB Beker                                                               | Bijzonderheid                                                            |
| ------------------------------------------------------------------------ | ------------------------------------------------------------------------ | ------------------------------------------------------------------------ | ------------------------------------------------------------------------ | ------------------------------------------------------------------------ | ------------------------------------------------------------------------ | ------------------------------------------------------------------------ | ------------------------------------------------------------------------ | ------------------------------------------------------------------------ | ------------------------------------------------------------------------ | ------------------------------------------------------------------------ | ------------------------------------------------------------------------ | ------------------------------------------------------------------------ |
| 2008/09                                                                  | Eredivisie                                                               | 24                                                                       | 1                                                                        | 4                                                                        | 19                                                                       | 22                                                                       | 65                                                                       | 7                                                                        | 7e                                                                       | –                                                                        | Teruggetrokken                                                           | Eerste en laatste seizoen van Roda JC                                    |

### Topscorers
- 2008/09:  Stephanie Harmsen (4)
000000 :  Shirley Kocacinar (4)

### Trainers
- 2008–2009:  René Eijer

## Voetnoten
ADO Den Haag · Ajax · AZ · Excelsior · Feyenoord · Fortuna Sittard · sc Heerenveen · PEC Zwolle · PSV · Telstar · FC Twente · FC Utrecht